# Лудвиг I граф фон Еверщайн
Лудвиг I граф фон Еверщайн (на немски: Ludwig I, Graf von Everstein; † сл. 1401) е граф от род Еверщайн, споменат през 1387 г.
Той е син на граф Ото II фон Еверщайн († сл. 1376). Потомък е на Конрад фон Еверщайн, граф на Донерсберг, споменат 1116 г. Брат е на неженения Ото III 'Млади', граф на Еверщайн и Наугардд († 1379).

## Фамилия
Лудвиг I фон Еверщайн се жени за Еуфемия фон Подебуск/Путбус († сл. 1410) от Дания, дъщеря на Хенинг III фон Подебуск/Путбус († 1401) и Елзабе. Те имат децата:
- Албрехт II фон Еверщайн цу Наугард-Хинденбург († сл. 1459), граф, женен за Урсула († сл. 1447); имат син:
  - Ото IV фон Еверщайн († сл. 1456), женен пр. 6 април 1443 г. за Агата фон дер Марвиц
- Ханс (Йохан) фон Еверщайн, господар на Грипсхолм († ок. 1 септември 1446 в Готланд, Швеция, удавен), кралски съветник в Швеция, женен I. на 2 март 1417 г. за Ерменгард фон Бюлов (погребана на 7 март 1421 във Вадстена, Швеция), дъщеря на Йохан фон Бюлов и Доротея Пинов, II. пр. 13 октомври 1440 г. за Хелене Фолмерсдотер Лунге († сл. 10 юли 1447); има общо три дъщери